# Grupo de Barranquilla
El Grupo de Barranquilla fue una tertulia intelectual que integraron, entre 1940 y fines de los años 1950, varias de las personalidades más destacadas de la cultura de Barranquilla, Colombia, alrededor de los escritores José Félix Fuenmayor y el catalán Ramón Vinyes: Alfonso Fuenmayor, Álvaro Cepeda Samudio, Germán Vargas, Gabriel García Márquez, Alejandro Obregón, Orlando Rivera "Figurita", Julio Mario Santo Domingo, Cecilia Porras entre otros.

## Historia
Hacia 1940 se reunían en la Librería Mundo de don Jorge Rondón Hederich (entre otros sitios de Barranquilla) un grupo de intelectuales barranquilleros (además de otras personalidades costeñas, nacionales y extranjeras como Vinyes) que habían hecho de ese lugar su club. Discutían sobre todo de literatura, periodismo, cine y pintura. En horas de la tarde, al cerrar el establecimiento, se dirigían al Café Colombia, que quedaba al lado, donde continuaban sus charlas, "que las más veces se convertían en algazaras dialécticas". A la mesa se sentaban Ramón Vinyes, José Félix Fuenmayor (Barranquilla, 1885-1966), Alfonso Fuenmayor, Alejandro Obregón, Álvaro Cepeda Samudio, Germán Vargas, Adalberto Reyes, Bernardo Restrepo Maya, Orlando Rivera "Figurita", Miguel Camacho Carbonell, Néstor Madrid Malo, Rafael Marriaga, Carlos de la Espriella y Gabriel García Márquez.
Alrededor de 1954, las reuniones pasaron a celebrarse en La Cueva, bar de propiedad de Eduardo Vilá. La Cueva, donde se vivía un ambiente bohemio y "mamagallista", se convirtió en el símbolo del grupo. Actividades tan aparentemente incompatibles con la juerga como la crítica literaria y la pintura, se dieron cita en medio de las parrandas, borracheras y extravagancias de los asistentes, al estilo de los poetas malditos franceses. La febril actividad del grupo atrajo a varias de las personalidades del medio artístico e intelectual nacional como Fernando Botero, Rafael Escalona, Consuelo Araújo, Plinio Apuleyo Mendoza, Próspero Morales Pradilla y Antonio Roda. Para entonces, el grupo era ya el eje de la pintura y la literatura nacional. Otros asistentes a las reuniones fueron los pintores Cecilia Porras, Orlando Rivera, Héctor Rojas Herazo y Enrique Grau; Nereo López, Luis Vicens, Noé León, Juan Antonio Roda, Luciano Jaramillo, Marta Traba, Bernardo Restrepo Malla, Ángel Loockhartt, el cineasta Luis Ernesto Arocha, Roberto Prieto, Alfonso Melo, Juancho Jinete, el fotógrafo Enrique Scopell, Roberto Prieto Sánchez, el Totó Movilla, Feliza Burzstyn, Rafael Maldonado de Castro, el poeta Armando Bustamante, José Consuegra Higgins, Meira Delmar, Armando Barrameda Morán, el librero Jorge Rondón, el cuentista Eduardo Arango Piñeres, Juan B. Fernández Renowitzky y el economista y periodista Jorge Child Vélez.

## Legado
Entre mediados de los 1940 y comienzos de los 1950, el Grupo de Barranquilla fundó y publicó el semanario Crónica, el órgano de difusión de sus trabajos. Este hecho es de trascendental importancia, pues constituye el aporte manifiesto del grupo al acervo cultural de la ciudad, es el testimonio irrefutable de su labor y existencia y, en últimas, lo que hace digno al grupo de llamarse como tal.
Alrededor del grupo se reunió lo más granado de la cultura barranquillera y costeña de la época, algunos de cuyos integrantes más tarde alcanzarían el éxito en las artes y la cultura: García Márquez, premio Nobel de Literatura (1982); Alejandro Obregón, pintor de factura universal y el novelista, cuentista y periodista Álvaro Cepeda Samudio, para citar los más relevantes.

## Epílogo

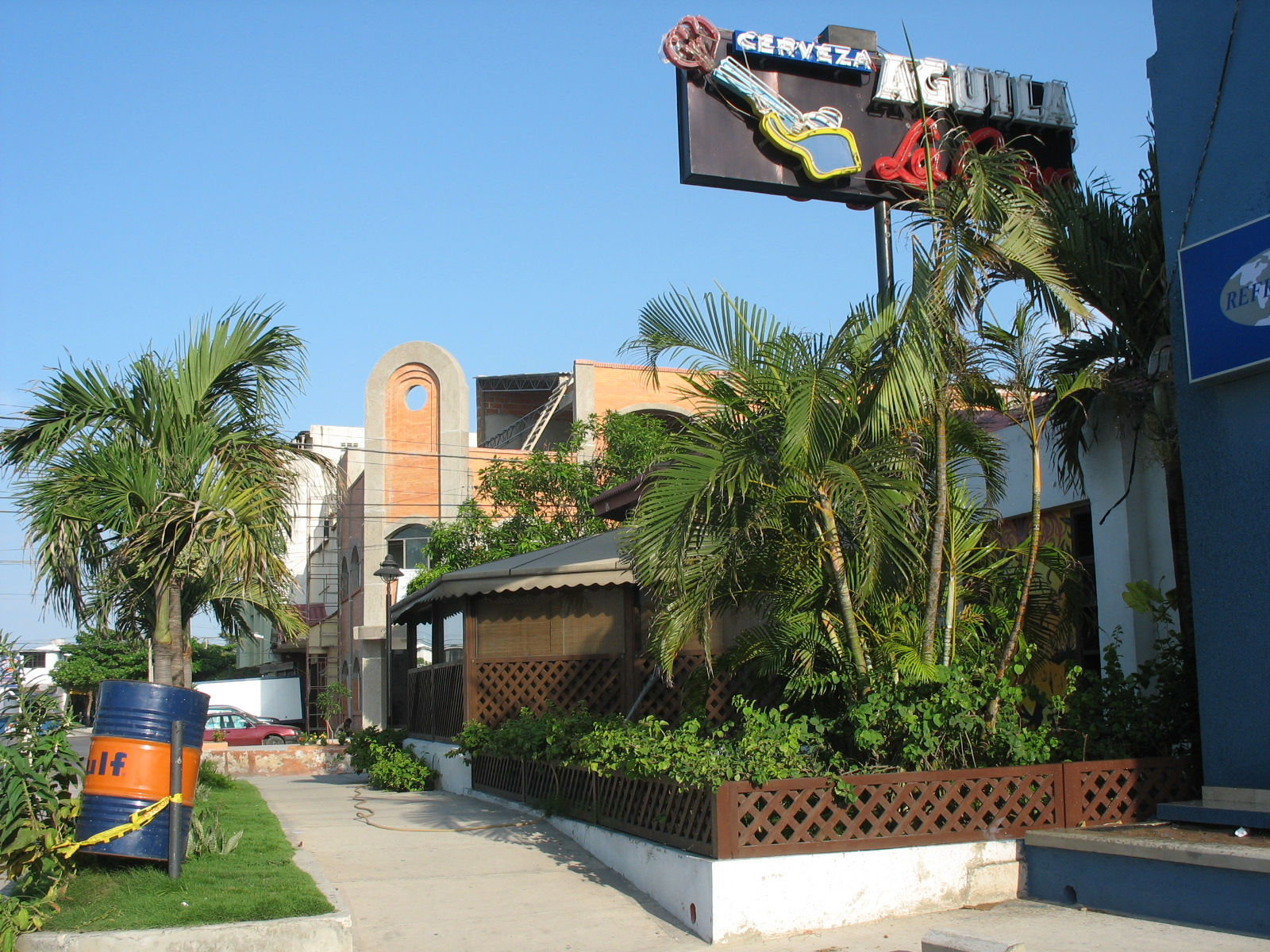
La Cueva restaurada es hoy un centro cultural, galería de arte y restaurante-bar.

La Cueva cerró en 1969, cuando su dueño Eduardo Vilá fue atacado en la cabeza. El grupo se trasladó entonces a La Tiendecita, su "último refugio", descubrimiento de Joaco Ripoll, donde Álvaro Cepeda Samudio compraba billetes con leyendas. Hoy La Tiendecita es un reconocido restaurante de comida típica. Cepeda muere en 1972 luego de haber renovado la narrativa en Colombia; García Márquez, quien gozaba ya de fama universal, había emigrado hacía años a México y para ese entonces vivía en Barcelona; Obregón era considerado el mejor pintor de Colombia en el siglo XX y se establecía en Cartagena, donde falleció; Alfonso Fuenmayor siguió sus carreras periodística y política; Julio Mario Santo Domingo, residente entre Nueva York y París, se perfilaba ya como el hombre más rico de Colombia. Vinyes había muerto a principios de los 1950 en su Cataluña natal y José Félix Fuenmayor había fallecido quince años atrás. Del grupo original siguieron viviendo en Barranquilla Alfonso Fuenmayor y Germán Vargas, hasta su muerte en los años 1990. Un puñado de asistentes a las célebres reuniones todavía sobrevive en varias ciudades de Colombia y el mundo.